# Complotul papist

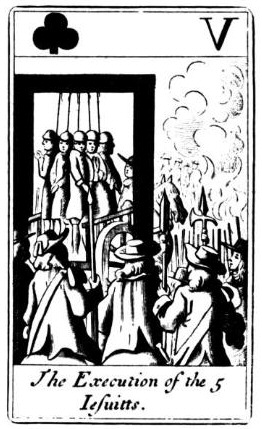
Executarea celor cinci Iezuiți

Complotul papist (în engleză Popish Plot) a fost o conspirație fictivă inventată de preotul Titus Oates⁠(d), care între 1678 și 1681 a cuprins regatele Angliei și Scoției într-o isterie anticatolică⁠(d). Oates a susținut că a existat o vastă conspirație catolică pentru asasinarea regelui Carol al II-lea, acuzații care au dus la execuțiile a cel puțin 22 de bărbați și au precipitat criza excluderii⁠(d). În cele din urmă, rețeaua complicată de acuzații a lui Oates s-a prăbușit, ducând la arestarea și condamnarea lui pentru mărturie mincinoasă.